# Ettore Fabietti
Ettore Fabietti (Cetona, 20 dicembre 1876 – Solbiate, 19 marzo 1962) è stato un bibliotecario e librettista italiano.

## Biografia
Ettore Fabietti nasce a Trifoglietto, una piccola frazione di Cetona, comune della campagna senese. Terzo dei sette figli di una famiglia di origini modestissime deve interrompere gli studi subito dopo la licenza elementare per affiancare il padre nell'umile e poco redditizia attività di contadino e carraio.
La passione per la cultura lo spinge a proseguire gli studi da autodidatta, ricorrendo il più possibile ai volumi della locale biblioteca comunale che disponeva di un patrimonio di tremila volumi, la maggior parte provenienti da un fondo ecclesiastico. Ad essi attinge per gettare le basi della sua formazione, in prevalenza storico-letteraria. Grazie ai primi guadagni (impartisce lezioni serali ai figli dei contadini, poi lavora all'esattoria delle imposte) ha la possibilità di continuare la sua formazione.
Le esperienze dei primi anni sono state determinanti e hanno contribuito in modo significativo a sviluppare il suo interesse per il ruolo della biblioteca come strumento di educazione e di formazione culturale.
Circa a venti anni si trasferisce a Firenze dove lavora come contabile. Qui entra in contatto con gli ambienti del nascente socialismo. Conosce Renato Fucini, Giovanni Marradi, Mario Rapisardi e comincia ad occuparsi di studi marxisti.
A circa 23 anni scrive una volgarizzazione del Capitale di Marx per l'editore Nerbini, primo fautore in Italia di una stampa popolare. Comincia a maturare la convinzione che il riscatto della "gente umile" può e deve avvenire tramite l'accesso alla cultura e che vanno pertanto organizzati gli strumenti.
A 25 anni, nel 1901, si trasferisce a Milano: qui conosce Filippo Turati, entra a far parte della Società Promotrice delle Biblioteche Popolari ed inizia ad impegnarsi attivamente al fianco di Turati nel movimento socialista. Il suo nome va collegato strettamente a quello di altri esponenti del socialismo milanese, Osvaldo Gnocchi Viani, Luigi Della Torre, Augusto Osimo.
Esisteva a Milano, fin dal 1867, una Società Promotrice delle Biblioteche Popolari, fondata da un gruppo di persone (educatori, economisti) che vedevano nella biblioteca non un'opera benefica o un'istituzione umanitaria, ma uno strumento di progresso economico e sociale, tra questi Luigi Luzzati. Alla base "il bisogno che grandemente si fa sentire nelle classi meno agiate di sostituire al passatempo e talora all'immorale ritrovo della bettola la confortante e istruttiva compagnia del libro" Realizzazione della Società Promotrice delle Biblioteche Popolari in Milano, letta nell'Adunanza generale del 21/3/1869 dall'avv. S. Larcher vicepresidente del Consiglio di Amministrazione e relatore, 1869, p.10. La Società era però in declino e la biblioteca da essa fondata, la Popolare di Milano, era in difficoltà sia per la mancanza di fondi, sia per la scarsa competenza tecnica del personale. Turati, che intorno al 1895 entra a far parte del Consiglio di Amministrazione della Società Promotrice, intuisce il ruolo centrale che la biblioteca può svolgere, tramite la diffusione della cultura, nel favorire il rapido inserimento nella vita del paese di quei gruppi sociali sorti in seguito alla Rivoluzione Industriale: il tema delle biblioteche, con tutti gli aspetti educativi e culturali, comincia da intrecciarsi con importanti motivi di politica economica e sociale. È questo il periodo in cui grazie all'Umanitaria sorgono la scuola-laboratorio di elettrotecnica, le scuole-laboratorio di arti applicate all'industria e le altre attività a sostegno della cultura popolare (le scuole diurne e serali, il teatro popolare, la rete delle biblioteche).
Turati riuscì ad ottenere dalla Società Umanitaria, da poco costituita, un primo finanziamento e affidò a Fabietti il compito di riordinare il fondo librario della Biblioteca Popolare di Milano, cosa che egli accettò con entusiasmo:
"Abituare il popolo alla lettura! Ma questo, per noi che non abbiamo ancora una vera e propria scuola popolare, è un problema di tale gravità da rendere, se non risolto, socialmente e moralmente inutile ogni miglioramento nelle condizioni del lavoro e del salario" E. Fabietti Le biblioteche popolari e l'esperimento di Milano "Nuova Antologia" gennaio febbraio 1907 p. 126. Inizia così la straordinaria esperienza di Fabietti nell'ambito delle biblioteche.
Fabietti cominciò a rivolgere l'attenzione all'estero avviando uno studio accurato sulle esperienze di pubblica lettura e sull'organizzazione delle biblioteche in Germania, Francia, Inghilterra, Stati Uniti.
Nel 1903 fu istituito il Consorzio delle Biblioteche Popolari; la direzione, per volontà di Turati, fu affidata a Fabietti. In meno di un anno il Consorzio aprì quattro biblioteche, nucleo di una sorta di "sistema bibliotecario urbano" che ebbe fin dall'inizio un'intensa attività: nel primo anno i lettori furono 5 000 con 60 000 volumi presi in lettura. L'anno successivo la rete si espanse a 12 biblioteche con un aumento significativo dei libri letti (quasi raddoppiate) e dei lettori.
Sempre a Milano collaborò con il compositore e direttore d'orchestra Corace Cataldi-Tassoni, scrivendo nel 1913 il libretto dell'opera 'Antigone' tratto dall'omonima tragedia di Vittorio Alfieri.

## Opere
La Biblioteca Popolare Moderna: manuale per le biblioteche pubbliche, popolari, scolastiche, per fanciulli, ambulanti, autobiblioteche, ecc., Milano, A.Vallardi, 1933 (disponibile online http://www.aib.it/aib/stor/testi/fabietti1.htm)
Libretto d'opera Antigone : dalla tragedia omonima di Vittorio Alfieri / musica di Corace Cataldi-Tassoni; [testo di] Ettore Fabietti, Varese, Tip. Coop. Varesina, 1913 (scheda disponibile online https://www.europeana.eu/en/item/9200475/BibliographicResource_3000150044477)